# Stare Miasto (Wodzisław Śląski)

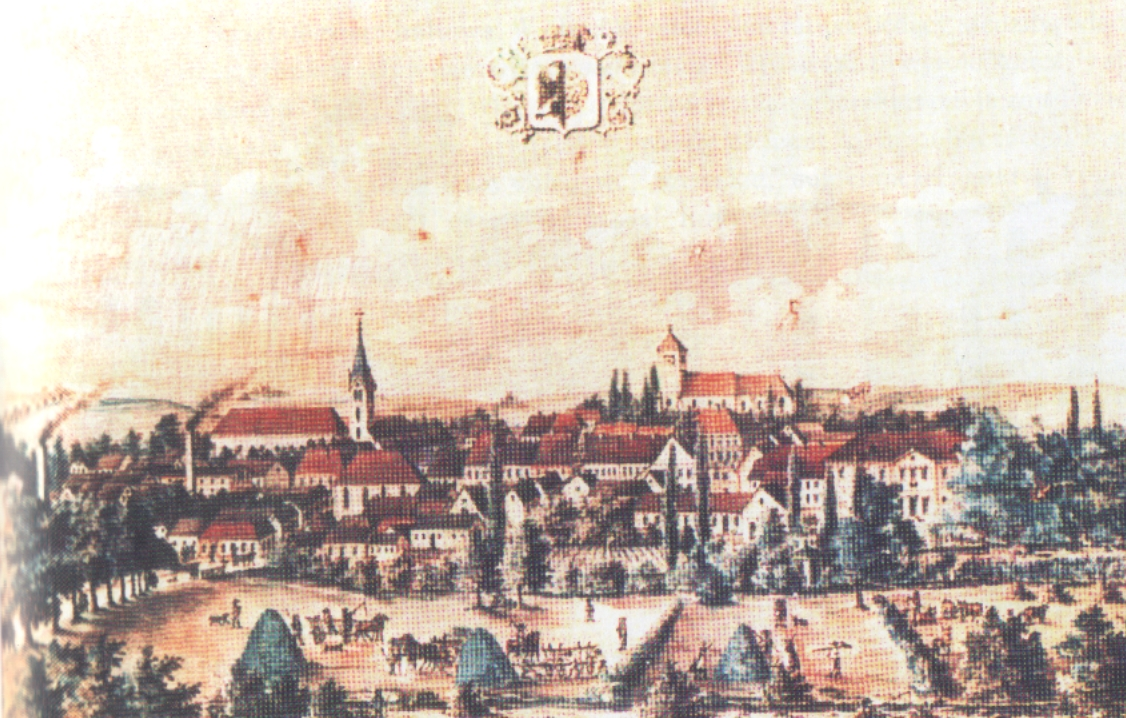
Panorama Wodzisławia z 1874

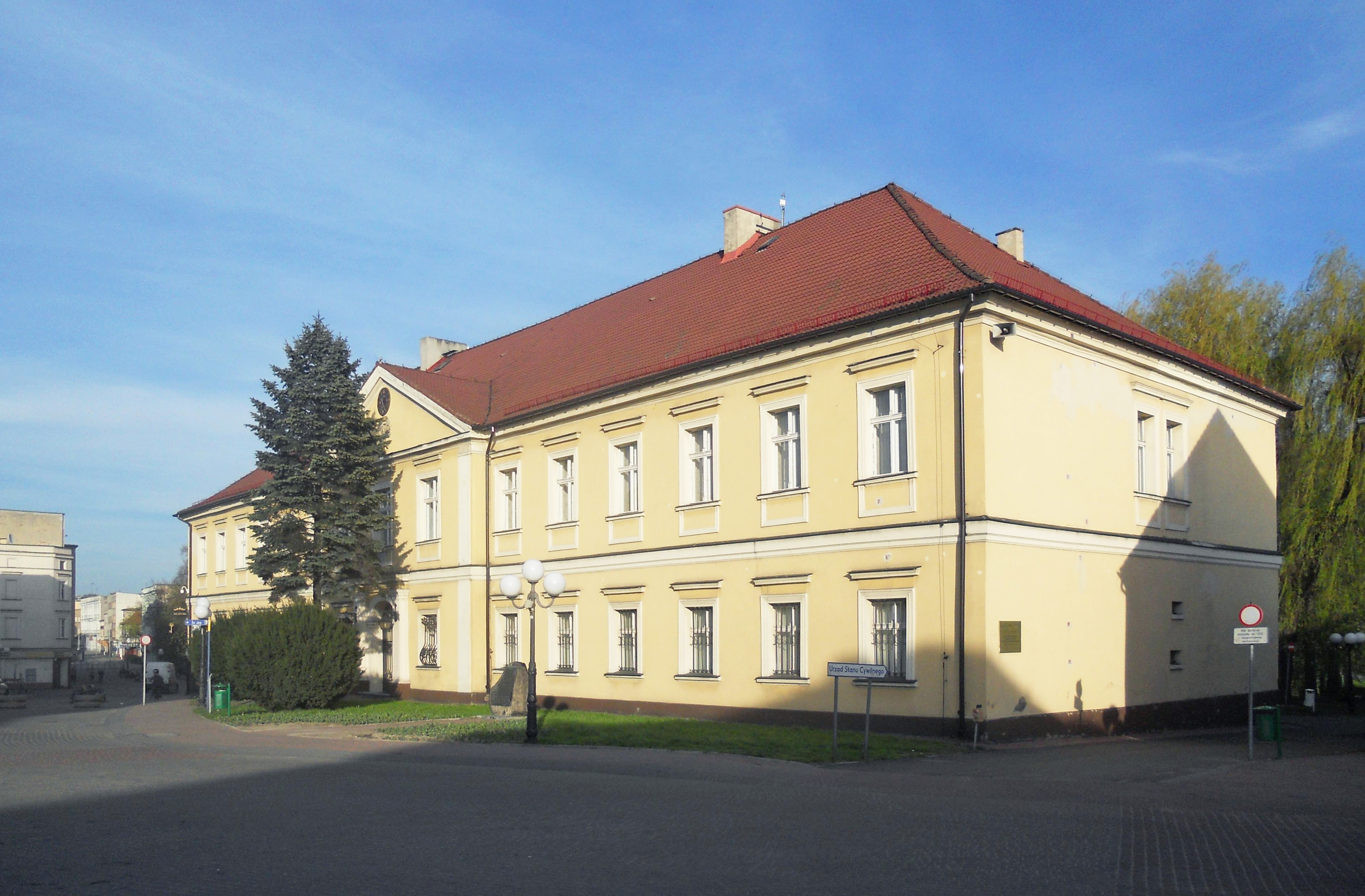
Pałac Dietrichsteinów dziś Muzeum Regionalne.

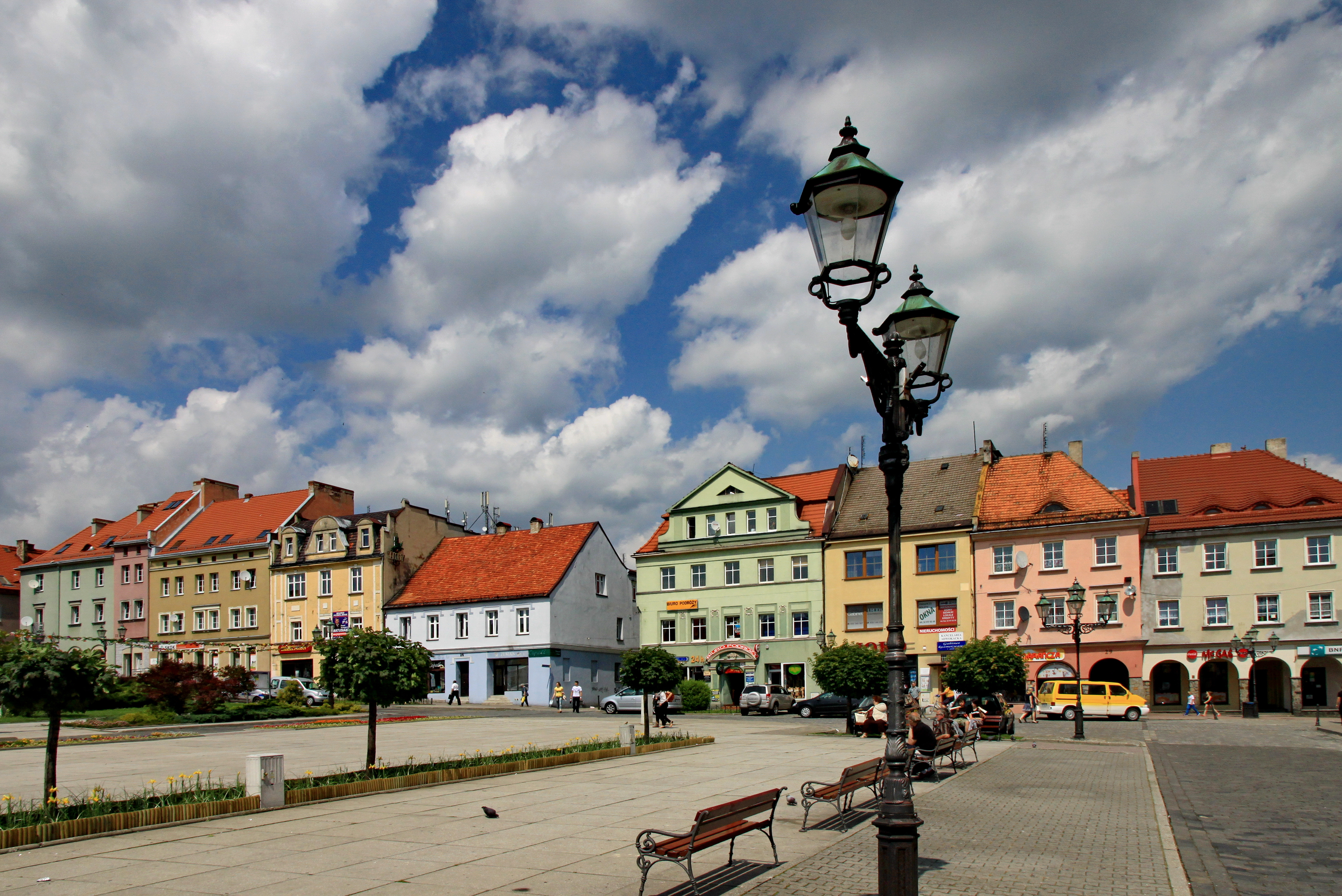
Kamienice na Rynku Starego Miasta.

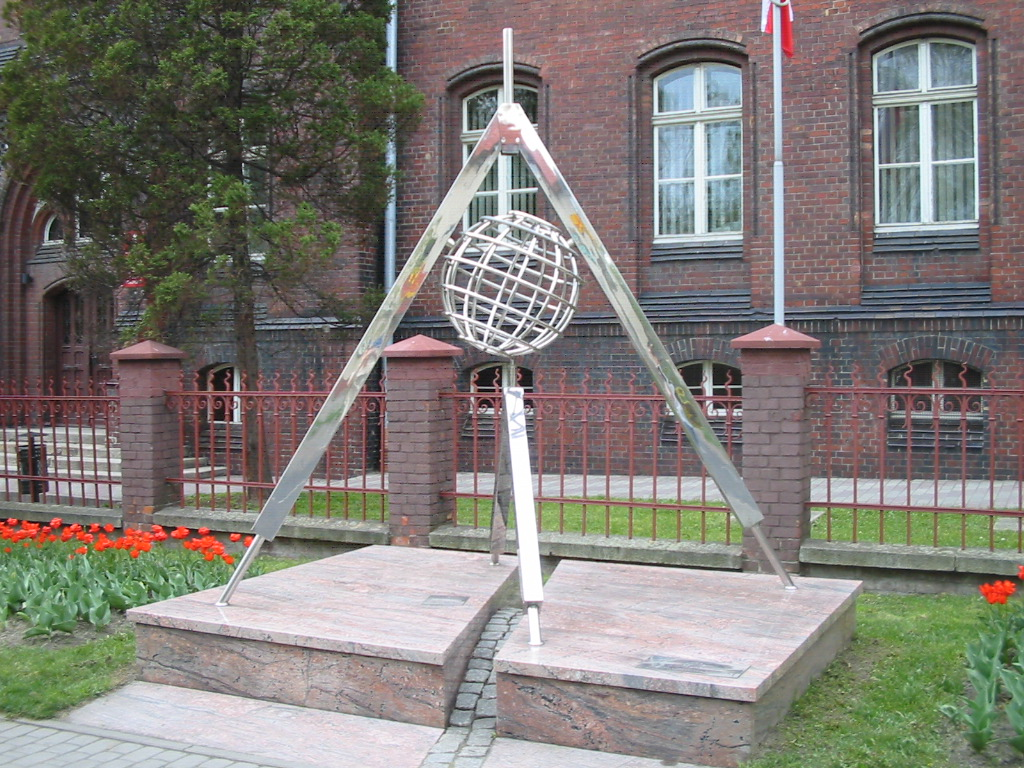
50 równoleżnik – Wodzisław Śl., ul. Bogumińska.

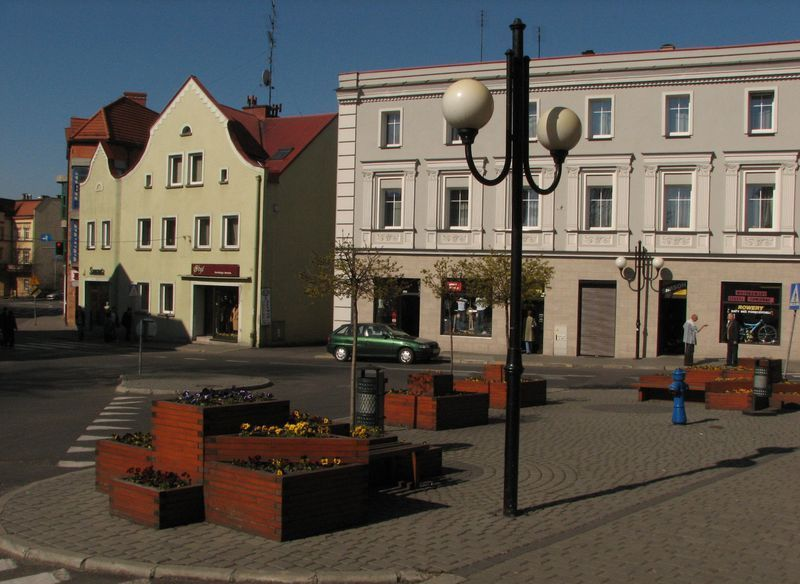
Plac Świętego Krzyża dawne Raciborskie Przedmieście.

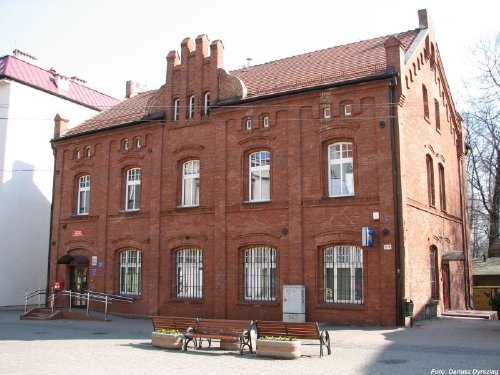
Zabytkowy budynek Poczty Polskiej.

Stare Miasto – jednostka pomocnicza gminy (dzielnica) Wodzisławia Śląskiego.
Lokowana w 1257 r. rozciąga się wokół rynku zamknięta jest ulicą Wałową, w miejscu której niegdyś Wodzisław otaczały mury miejskie. W dzielnicy tej znajdują się najważniejsze instytucje miejskie (np. Urząd Miasta, USC, Sąd Rejonowy, Muzeum, dworzec PKS) i powiatowe (Starostwo Powiatowe, Urząd Skarbowy, Sanepid, pogotowie ratunkowe, straż pożarna) oraz liczne wodzisławskie zabytki. W obrębie Starego Miasta znajduje się także stadion Odry Wodzisław. Do dzielnicy należą również Marusze.

## Komunikacja
Dworzec PKS połączony z dworcem komunikacji miejskiej oraz Galerią Karuzela.
W 2018 r. otwarto ścieżkę pieszo-rowerową łączącą Stare Miasto z Rodzinnym Parkiem Rozrywki Trzy Wzgórza. 
Około 1 km od rynku znajduje się dworzec kolejowy Wodzisław Śląski.

## Ważniejsze zabytki i atrakcje
- rynek staromiejski, rynek i zabytkowy średniowieczny układ urbanistyczny miasta w tym kamienice z XVIII i XIX w.
- Pałac Dietrichsteinów z lat 1742-1745, obecnie Muzeum Regionalne
- kościół pw. Św. Trójcy, z XIV w.
- klasztor franciszkański z XVII, obecnie budynek Sądu Rejonowego
- Kościół Wniebowzięcia Najświętszej Maryi Panny
- budynki Urzędu Miasta z XIX
- figura św. Jana Nepomucena z 1745 roku przy kościele pw. WNMP
- średniowieczne, monolitowe krzyże pokutne przy kościele pw. WNMP
- zegar słoneczny na rynku
- obelisk wyznaczający miejsce przebiegu 50 równoleżnika

## Służba Zdrowia
- Szpital Miejski
- Pogotowie ratunkowe
- Sanepid

## Urzędy
- Urząd Miasta
- Starostwo Powiatowe
- Urząd Stanu Cywilnego
- Urząd Skarbowy
- Sąd Rejonowy
- Urząd Pocztowy Wodzisław Śląski 1

## Pomoc Społeczna
- Powiatowe Centrum Pomocy Rodzinie

## Sport
MOSiR „Centrum” (stadion Odry Wodzisław Śl.)
Rodzinny Park Rozrywki "Trzy Wzgórza" znajdujący się na wodzisławskich wąwozach, pomiędzy osiedlami XXX-lecia, Piastów oraz Dąbrówki.

## Ulice
- Apteczna
- Arendarska
- Bogumińska
- Brzozowa
- Chabrowa
- Cicha
- Czyżowicka
- Daszyńskiego
- Gałczyńskiego
- Górna
- Głowackiego
- Jastrzębska
- Kolejowa
- Kopernika
- Koszykowa
- Kościelna
- Krótka
- Kręta
- Księżnej Konstancji
- Kubsza
- Kąkolowa
- Liliowa
- Marksa
- Matuszczyka
- Mała
- Mendego
- Michalskiego
- Minorytów
- Ofiar Oświęcimskich
- Ogrodowa
- Opolskiego
- Partyzantów
- Piłsudskiego
- plac Gladbeck
- plac Korfantego
- plac Świętego Krzyża
- Poprzeczna
- Powstańców Śląskich
- Pośpiecha
- Pszowska
- rondo 750 Lecia
- rondo Alanya
- Radlińska
- Rynek
- Rzeczna
- Sasankowa
- Skrzyszowska
- Staszica
- Stroma
- Styczyńskiego
- Szkolna
- Sądowa
- Słowackiego
- Średnia
- św. Jana
- Targowa
- Wałowa
- Wiejska
- Wiklinowa
- Witosa
- Zamkowa
- Zgoda